# Alan Skidmore
Alan Skidmore (geboren als Richard James Alan Skidmore, Londen, 21 april 1942) is een tenorsaxofonist, actief in de jazz en de blues, en de zoon van de saxofonist Jimmy Skidmore.

## Biografie
Skidmore begon zijn professionele carrière toen hij 16 jaar oud was en toerde met een Engelse komiek Tony Hancock. In het midden van de jaren 60 van de 20e eeuw werkte hij met John Mayall's Bluesbreakers en Ronnie Scott. In de jaren 70 maakte hij deel uit van de Keith Tippett fusion jazzbigband Centipede en werkte hij onder andere met Soft Machine, The Nice, Graham Collier, Brotherhood of Breath, Mike Gibbs, Elton Dean, Kate Bush en Curved Air. Daarnaast speelde hij met veel ander jazz- en bluesmusici als Chick Corea, Alexis Korner, Georgie Fame en Van Morrisson
Zijn eerste album onder zijn eigen naam kwam in 1969 uit onder de naam Once Upon A Time en op dit album en zijn andere albums, uit 1988 Tribute To 'Trane en After The Rain, is de invloed te horen van John Coltrane. In 1973 richtte hij het saxofoon-ensemble SOS op met John Surman en Mike Osborne. Aan het einde van de apartheid ging hij naar Zuid-Afrika om muziek op te nemen met de groep Amampondo. Hun muziek bevat moderne jazz over een achtergrond van Afrikaanse percussie en zang.

## Discografie
- Once Upon A Time (1969) Deram Records
- TCB (1970)
- SOS (1975)
- Tribute To Trane (1988)
- From East To West (1992)
- After the Rain (1998) - ballads met Colin Towns' Mask Orchestra.
- The Call (2001) - met Amampondo
- Ubizo (2003) - met Amampondo